# فرفیونیان
تیرهٔ فرفیون، تیره شیرسک یا شیرشیرکان (Euphorbiaceae) یکی از تیره‌های بزرگ از گیاهان گلدار است.

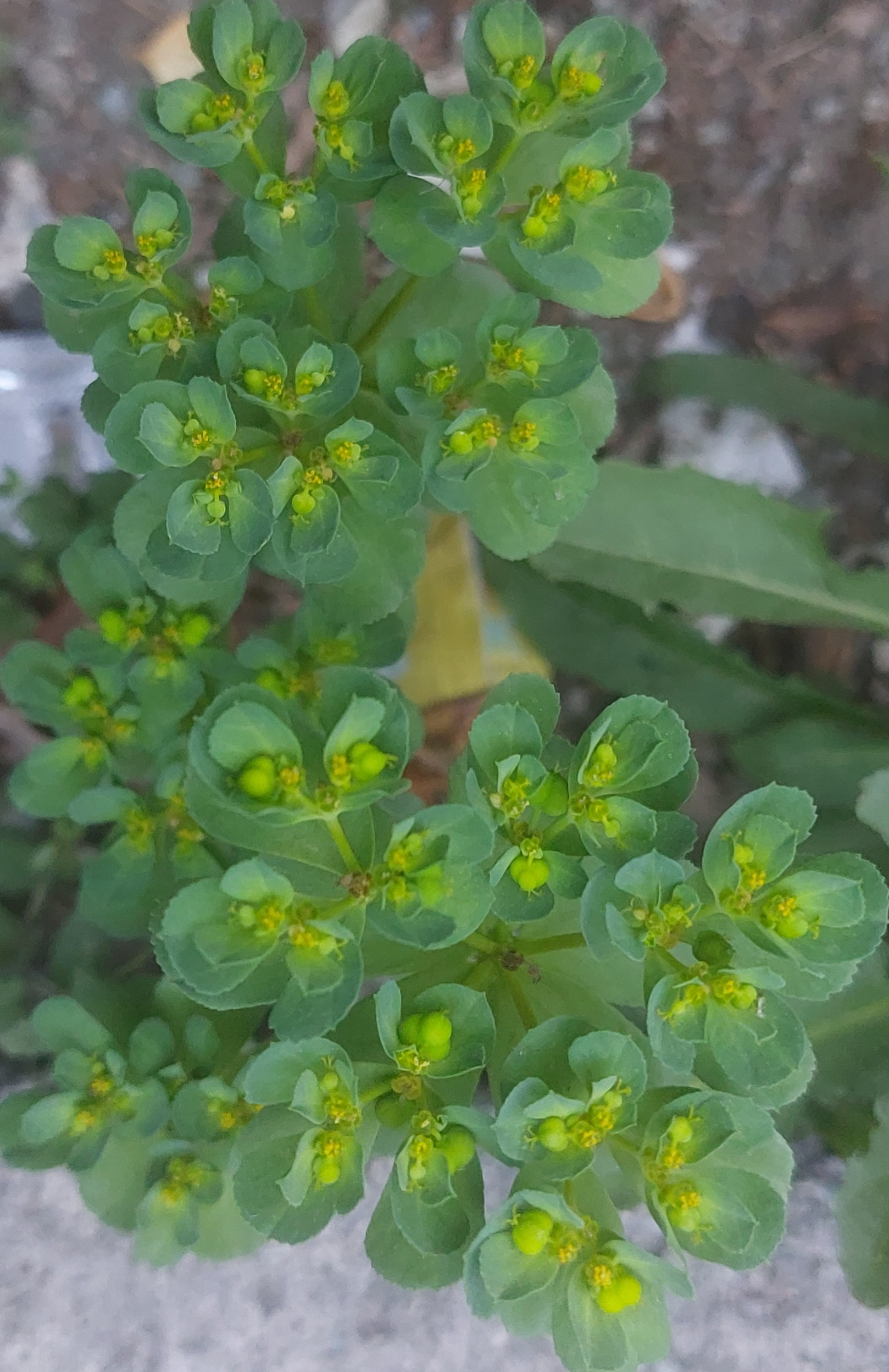
Euphorbia helioscopia

این تیره ۳۰۰ سرده و حدود ۷۵۰۰ گونه دارد. بیشتر گونه‌ها علفی هستند، ولی برخی از گونه‌های درختی یا درختچه‌ای به ویژه در نواحی استوایی وجود دارند. برخی از گونه‌ها نیز گوشتی بوده و مانند کاکتوس هستند.
برگ‌ها متناوب، به ندرت متقابل، و دارای گوشوارک هستند. برگ‌ها بیشتر ساده‌اند؛ ولی اگر مرکب باشند همیشه پنجه‌ای هستند و هیچگاه شانه‌ای نیستند. گوشوارک‌ها ممکن است به شکل مو، خار، یا غدهٔ ترشحی کاهش یافته باشند یا در برخی گونه‌های گوشتی به کلی از بین رفته باشند.

## ویژگی‌ها
گیاهانی درختی یا علفی یا درختچه ای یا بالارونده؛ صمغ آور یا بی صمغ و فاقد شیره رنگی یا به ندرت دارای شیره رنگی. برگ‌ها به خوبی توسعه یافته یا بسیار تقلیل یافته. گیاهانی آبدار یا غیرآبدار. مستقل یا بالارونده. خشکی پسند یا شورپسند. برگ‌ها در اندازه‌های بسیار کوچک تا بزرگ؛ متناوب یا متقابل یا مارپیچی یا دوردیفه؛ علفی یا چرمی یا گوشتی یا تغییر یافته به خار؛ دمبرگ دار تا بی دمبرگ؛ غیرپوششی؛ ساده یا مرکب؛ برگ‌های ساده به‌صورت پنجه ای. پهنک برگ یکپارچه؛ دارای رگبرگ‌های پرمانند یا پنجه ای. برگ‌ها گوشوارک دار. گوشوارک‌ها برگ مانند یا فلس مانند یا پوشیده از خارهای زیاد؛ زوداُفت یا پایا.

## استفاده‌های اقتصادی
برخی گونه‌های تیره فرفیون اهمیت اقتصادی فراوانی دارند. از جمله می‌توان به درخت کائوچو و کرچک اشاره کرد.